# Hermanas Mirabal
Pour les articles homonymes, voir Mirabal.
Cet article possède un paronyme, voir Sœurs Mirabal.
Hermanas Mirabal (jusque 2007, « Salcedo ») est l'une des 32 provinces de la République dominicaine. Son chef-lieu est Salcedo. Elle est limitée au nord par la province d'Espaillat, au sud par celle La Vega et à l'est par celle de Duarte. Son nom rend hommage aux sœurs Mirabal, cette province étant leur province d'origine. 